# Luigi Sbaiz
Luigi Sbaiz (Muzzana del Turgnano, 16 maggio 1918 – Poggio Scanno, 21 aprile 1945) è stato un militare italiano distintosi nella seconda guerra mondiale.

## Biografia
Fu richiamato alle armi il 5 aprile 1939 presso il 3º Reggimento bersaglieri. Nel 1940 partecipò alla Battaglia delle Alpi Occidentali contro la Francia, mentre nell'aprile dell'anno successivo venne impiegato nell'invasione della Jugoslavia. Rimpatriato poco tempo dopo, venne integrato nel Corpo di spedizione italiano in Russia. Si distinse nella battaglia ma nel 1942 venne rimpatriato a causa di un congelamento ai piedi. Trasferito nel LXXV battaglione bersaglieri Ciclisti di stanza in Sardegna, tornò sul continente dopo l'armistizio dell'8 settembre per unirsi, col grado di sergente, al Battaglione Bersaglieri "Goito" del Corpo Italiano di Liberazione, la forza armata italiana che combatteva a fianco degli Alleati. Il 19 aprile 1945 a Poggio Scanno, presso Bologna, mentre guidava un'unità contro una posizione nemica venne ferito gravemente a una gamba. Compresa la gravità della ferita chiese a un compagno di amputargli l'arto ferito mentre contemporaneamente agitava il piumetto incitando i suoi a continuare ad attaccare. Il 21 aprile, mentre i suoi commilitoni bersaglieri entravano per primi nella Bologna appena liberata, Luigi Sbaiz spirava all'ospedale da campo.
All'eroico bersagliere sono stati intitolati una piazza ed una scuola elementare nel suo paese natale, una via ad Udine e una caserma a Visco (Battaglione Logistico Pozzuolo del Friuli).